# وادي النحلة
وادي النحلة هي قرية لبنانية تقع في قضاء طرابلس في محافظة الشمال. أكثر سكانها من عائلة سيف ومنها عائلة خضور_كور_دلال_الحسن  وغيرها ويبلغ عدد سكانها بالإضافة إلى منطقة المنكوبين التي تتبعها إداريآ ما يقارب العشرة آلاف نسمة بحسب إحصاءات بلدية وادي النحلة.

## الموقع
تبعد بلدة (وادي النحلة) حوالي 89 كلم عن بيروت عاصمة لبنان. ترتفع حوالي 10 أمتار فقط عن سطح البحر وتتبع عقاريا لبلدية وادي النحلة إعتبارآ من 4 أغسطس 2014 تاريخ إنشاء البلدية.